# 휴가국

휴가 국 (713년 이후)

휴가국(일본어: 日向国 휴가노쿠니[*])은 일본 사이카이도에 있던 옛 구니이다. 현재의 미야자키현에 해당하지만, 설립 초기에는 가고시마현의 본토 부분도 포함했다. 닛슈(日州) 혹은 고슈(向州)라고도 불린다.
7세기에 실립되어, 현재의 미야자키 현과 가고시마 현의 규슈 본토 부분을 관할했다. 다이호 2년(702년), 하야토국(唱更国, 후의 사쓰마국(薩摩国))이 분리되어 가고시마 현의 서부(사쓰마) 지역은 제외되었다. 와도 6년(713년) 4월 3일, 오스미국이 분리되었다. 이후 메이지 시대 초까지 휴가 국의 영역에 변화는 없었다.

## 군
- 우스키군(臼杵郡)
- 고유군(児湯郡)
- 나카군 (휴가국)(일본어판)(那珂郡)
- 미야자키군(宮崎郡)
- 모로카타군(일본어판)(諸県郡)